# Seyi Olofinjana
Oluwaseyi George "Seyi" Olofinjana (Lagos, 30 de junho de 1980) é um ex-futebolista nigeriano que atuava como meio-campista.

## Carreira
Começou a carreira em 1999, no Kwara United, tendo se transferido em seguida para o time norueguês do Brann.
Em 2004, Olofinjana foi contratado pelo Wolverhampton, após o meia ter recebido propostas de FC Copenhague, Rosenborg, Monaco e Auxerre. Deixou os Wolves em 2008.
Após uma rápida passagem pelo Stoke City, Olofinjana foi contratado pelo Hull City.

## Seleção
Ele representou o elenco da Seleção Nigeriana de Futebol no Campeonato Africano das Nações de 2010.

## Títulos
Nigéria
- Campeonato Africano das Nações: 2010 3º Lugar.